# HOTSHOT
HOTSHOT（ホットショット、朝: 핫샷）は、韓国出身のアイドルグループ。2014年10月29日にシングル『Take A Shot』でオスカーエンターテインメント(韓国)からデビュー。
メンバーのうち、ソンウン、テヒョンは2017年に「PRODUCE 101」に参加。ソンウンは同年より2019年1月までWanna Oneのメンバーとして活動していた、テヒョンは2018年4月までJBJとして活動していた。ホジョン、ティモテオは2017年「THE UNIT」に参加。2018年よりホジョンはUNBとして活動していた。

## 来歴
2014年10月29日にシングル「Take A Shot」でオスカーエンターテインメント(韓国)からデビュー。同シングルにはEXOの「Growl」を手掛けた作曲チームが参加している。
2015年2月15日、タワーレコード渋谷店にてサイン会を開催。
4月24日、アルバム『Am I Hotshot?』をリリースこのアルバムがデイリーチャート2位を記録した。
6月にはタワーレコード渋谷店にてイベントを行い、その様子が6月28日J:COMテレビの「韓Fes!」で放送された。8月2日、渋谷のCLUB QUATTROにて「HOTSHOT FIRST JAPAN FANMEETING & LIVE 2015」を開催。
12月31日、香港のショッピングモールAPMで行われた「ニューイヤーカウントダウンパーティー」にてステージを披露。
2016年4月KCON JAPANに参加し、6月7日にはCD発売を記念したプレデビューライブが渋谷Clubasiaで行われた。6月8日、シングル「Step by Step」で日本デビュー。同シングルのダンスの振り付けはブリトニー・スピアーズの振り付けを担当した井上さくらが担当している。
2017年4月7日よりソンウンとKID MONSTERが韓国のMnetで放送されたオーディション番組「PRODUCE 101」に参加。
7月15日、Wanna Oneに参加中のソンウンを除く5人でデジタルシングル「Jelly」を発売。
8月7日ソンウンがWanna Oneとしてデビュー。
10月、KID MONSTERがJBJとしてデビュー。
10月28日よりKBS 2TVのアイドル再起プロジェクト「THE UNIT」にティモテオとホジョンが参加。
2018年2月25日から7ヶ月間ホジョンはUNBとして活動することが決定。
4月30日、テヒョンが参加していたJBJの活動が終了。
12月31日、ソンウンが参加していたWanna Oneの活動が終了。(翌年、1月27日までラストコンサートのため、活動。)
2021年3月30日、公式ファンカフェ（サイト）で同年3月30日を以ってグループ活動を終了することが発表された。

## メンバー
| 芸名         | 芸名     | 芸名     | 本名               | 本名     | 生年月日               | 担当                     |
| 日本語       | 英語     | ハングル | 日本語             | ハングル | 生年月日               | 担当                     |
| ------------ | -------- | -------- | ------------------ | -------- | ---------------------- | ------------------------ |
| ジュンヒョク | Junhyuk  | 준혁     | チェ・ジュンヒョク | -        | 1992年4月21日（33歳）  | リーダー、リードボーカル |
| ティモテオ   | Timoteo  | 티모테오 | キム・ティモテオ   | -        | 1993年1月25日（32歳）  | リードボーカル、ダンス   |
| テヒョン     | Taehyun  | 태현     | ノ・テヒョン       | -        | 1993年10月15日（31歳） | メインダンサー、ボーカル |
| ソンウン     | Sungwoon | 성운     | ハ・ソンウン       | -        | 1994年3月22日（31歳）  | メインボーカル           |
| ユンサン     | Yoonsan  | 윤산     | ユン・サン         | -        | 1994年8月22日（30歳）  | ラップ                   |
| ホジョン     | Hojung   | 호정     | コ・ホジョン       | -        | 1994年10月20日（30歳） | リードボーカル、ダンス   |

## 作品

### 韓国

#### シングル
| No. | タイトル                     | 収録曲!                               | レーベル          | 備考               |
| --- | ---------------------------- | ------------------------------------- | ----------------- | ------------------ |
| 1st | TAKE A SHOT (2014年10月30日) | 1. TAKE A SHOT 2. TAKE A SHOT (inst.) | K.O Sound, CJ E&M | Gaonチャートは11位 |
| 2nd | Jelly (2017年7月15日)        | 1. Jelly 2. Jelly (inst.)             | KakaoM            |                    |

#### ミニアルバム
| No. | タイトル                         | 収録曲!                                                                        | レーベル          | 備考                                         |
| --- | -------------------------------- | ------------------------------------------------------------------------------ | ----------------- | -------------------------------------------- |
| 1st | Am I HOTSHOT (2015年4月24日)     | 1. Midnight Sun 2. Watch Out 3. Rain On Me 4. Take A Shot 5. Watch Out (inst.) | K.O Sound, CJ E&M | Gaon週間チャート最高11位。売上枚数2,547枚。  |
| 2nd | Early Flowering (2018年11月15日) | 1. Print 2. 니가 미워 3. Paradise 4. Better 5. Body Talks                      | Stone Music       | Gaon週間チャート最高10位。売上枚数16,845枚。 |

### 日本

#### シングル
| No. | タイトル                    | 収録曲!                                                 | レーベル               | 備考                   |
| --- | --------------------------- | ------------------------------------------------------- | ---------------------- | ---------------------- |
| 1st | Step By Step (2016年6月8日) | 1. Step By Step 2. One More Try 3. Step By Step (inst.) | アーガスプロダクション | オリコンチャート35位。 |